# Народно-освободительный фронт
Народно-освободительный фронт (макед. Народно Ослободителен Фронт (НОФ)), также известный как Народный фронт освобождения, была марксистской политической и военной организацией, создана македонским меньшинством в Греции. Организация функционировала от 1945—1949, и прежде всего участвовала в гражданской войне в Греции.

## Гражданская война в Греции
Организация воевала в Гражданской войне в Греции, в период с 1945—1949 год, на стороне КПГ.
После поражения Демократической Армии греческие монархисты начали уничтожать все сёла, которые поддерживали партизанское движение. До 50 тысяч взрослых и около 18 тысяч детей были депортированы в Югославию и Болгарию.
В 1982 году Греция провозгласила закон о национальном примирении, согласно которому борцам ДАГ «с греческим происхождением» разрешалось вернуться в государство с возвращением ранее принадлежащих им земель. Но этнические македонцы до сих пор не могут воспользоваться этим правом.

## Съезды НОФ
- I съезд, 13 января 1948
- II съезд, 25-26 марта 1949

## Современное положение
В июле 2008 года премьер-министр Республики Македонии Никола Груевский обратился с официальным письмом к греческому правительству, в котором призвал его к обсуждению вопроса о правах беженцев и о положении македонского населения на греческой территории. Груевский настаивает на признании македонцев этническим меньшинством Греции и распространении на них прав на получение образования на родном языке, сохранение национально-культурной самобытности, употребление родного языка в местных учреждениях. Также глава правительства Македонии призывает положить конец тройной дискриминации в отношении беженцев-славян, которые были лишены своего имущества, возможности свободного въезда в Грецию и прав на законное получение второго греческого гражданства. По мнению Груевского, решение всех этих проблем способно исправить многие исторические несправедливости, улучшить жизнь многих людей и способствовать нормализации отношений двух стран.
Реакция Греции оказалась очень болезненной — все политические партии осудили письмо председателя правительства «Республики Скопье» и отказались обсуждать положение македонского меньшинства.